# Agua fría / Eumelia
«Agua fría / Eumelia» es un sencillo de la banda cubana Orquesta Riverside, lanzado en 1972 bajo el sello discográfico chileno DICAP, y perteneciente a su álbum homónimo Orquesta Riverside, lanzado el mismo año por el mismo sello.

## Lista de canciones
| Lado A |                        |        |          |  |
| N.º    | Título                 | Música | Duración |  |
| 1.     | «Agua fría» (Guaracha) | D.R.   |          |  |

| Lado B |                    |        |          |  |
| N.º    | Título             | Música | Duración |  |
| 2.     | «Eumelia» (Cumbia) | D.R.   |          |  |